# All Directions
Albums de The Temptations
Solid Rock
(1972) Masterpiece
(1973)
All Directions est un album de The Temptations produit par Norman Whitfield, sorti en 1972.

## L'album
Le titre Papa Was a Rollin' Stone permet au groupe de gagner trois Grammy Awards en 1973 dont le Grammy Award de la meilleure prestation R&B par un duo ou un groupe avec chant. Il atteint la 2e place du Billboard 200 et la 1re en catégorie R&B. L'album fait partie des 1001 albums qu'il faut avoir écoutés dans sa vie. 

### Titres
| No | Titre                                 | Auteur                            | Voix                                                                            | Durée |
| -- | ------------------------------------- | --------------------------------- | ------------------------------------------------------------------------------- | ----- |
| 1. | Funky Music Sho' Nuff Turns Me On     | Barrett Strong, Norman Whitfield  | Dennis Edwards, Richard Street, Damon Harris, Otis Williams and Melvin Franklin | 3:05  |
| 2. | Run Charlie Run                       | C. Maurice King, Jan Forman       | Edwards, Street, Harris, Williams, Franklin                                     | 3:01  |
| 3. | Papa Was a Rollin' Stone              | Strong, Whitfield                 | Edwards, Street, Harris, Franklin                                               | 11:45 |
| 4. | Love Woke Me Up This Morning          | Nickolas Ashford, Valerie Simpson | Harris                                                                          | 2:22  |
| 5. | I Ain't Got Nothin'                   | C. Maurice King, Evans King       | Williams, Franklin                                                              | 3:33  |
| 6. | The First Time Ever (I Saw Your Face) | Ewan MacColl                      | Street                                                                          | 4:11  |
| 7. | Mother Nature                         | Nick Zesses, Dino Fekaris         | Edwards                                                                         | 3:08  |
| 8. | Do Your Thing                         | Isaac Hayes                       | Street, Harris, Franklin                                                        | 3:30  |

### Musiciens
- Dennis Edwards, Damon Harris, Richard Street, Melvin Franklin, Otis Williams : voix
- The Andantes : chœurs sur Love Woke Me Up This Morning
- The Funk Brothers : instrumentation
- Richard Allen, Uriel Jones, Aaron Smith, Andrew Smith : batterie
- Jack Ashford : percussions
- Bob Babbitt, James Jamerson, Leroy Taylor : basse
- Jack Brokensha : percussions, cloche, vibraphone
- Eddie Brown : bongos, congas
- Billy Cooper, Joe Messina, Melvin Ragin, Robert Ward, Paul Warren, Robert White, Eddie Willis : guitare
- Johnny Griffith : orgue
- Earl Van Dyke : piano

### Charts
| Title                             | Information |
| --------------------------------- | --- |
| All Directions                    | - US The Billboard 200 #2 - Top R&B Albums #1 |
| Mother Nature                     | - US Billboard Hot 100 #92 - US R&B Singles #27 |
| Funky Music Sho' Nuff Turns Me On | - US R&B Singles #27 |
| Papa Was a Rollin' Stone          | - US Pop Singles #1 - US R&B Singles #5 - 15e cérémonie des Grammy Awards vainqueur - Grammy Award de la meilleure prestation R&B par un duo ou un groupe avec chant - Grammy Award for Best R&B Instrumental Performance - Grammy Award de la meilleure chanson R&B |